# Руське Давидово
Ру́ське Дави́дово (рос. Русское Давыдово, ерз. Русское Давыдово) — село у складі Кочкуровського району Мордовії, Росія. Входить до складу Мордовсько-Давидовського сільського поселення.

## Населення
Населення — 244 особи (2010; 243 у 2002).
Національний склад (станом на 2002 рік):
- росіяни — 40 %
- мордва — 32 %